# Asterix bei den Schweizern

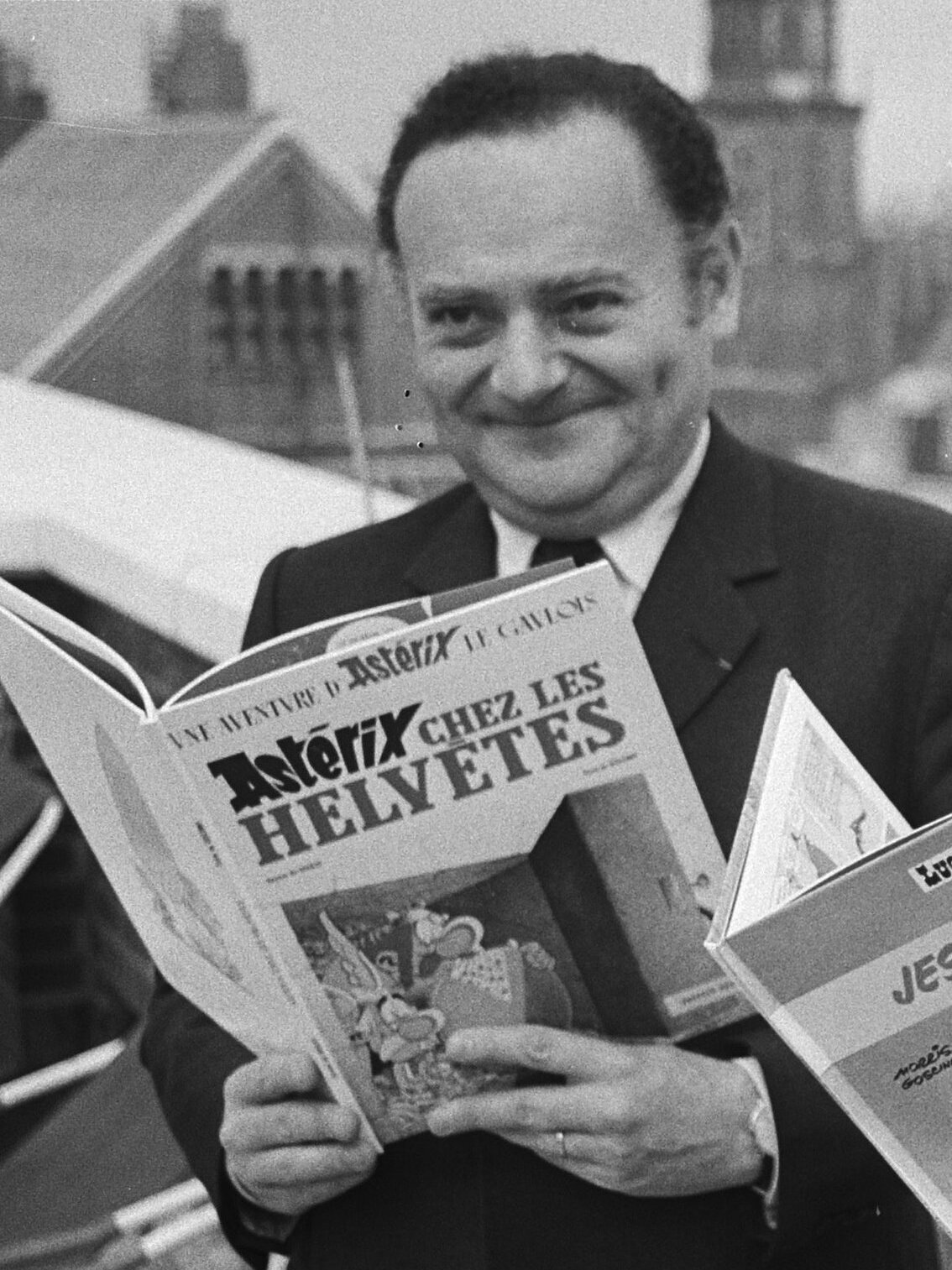
René Goscinny mit dem Band Astérix chez les Helvètes

Asterix bei den Schweizern (französischer Originaltitel Astérix chez les Helvètes) ist der 16. Band der Asterix-Reihe. Er wurde von René Goscinny geschrieben und von Albert Uderzo gezeichnet und erschien zuerst 1970 in der französischen Zeitschrift Pilote (Ausgabe 557–578). In Deutschland erschien der Band erst 1973. Es ist der Nachfolgeband von Streit um Asterix und der Vorgängerband des Comics Die Trabantenstadt.

## Handlung
Die Geschichte führt Asterix und Obelix auf der Suche nach einem Edelweiss in die römische Provinz Helvetien. Sie persifliert auf humorvolle Weise einige Schweizer Besonderheiten (Bankgeheimnis, Käsefondue, Neutralität,  Nummernkonten, Rotes Kreuz, Sauberkeit, Tourismus, Uhren). Dem gegenübergestellt wird die römische Dekadenz in Gestalt von ausschweifenden Orgien.
Grund der Suche nach dem Edelweiss ist die Vergiftung des Quästors Claudius Incorruptus durch den Statthalter Agrippus Virus in Condate, der verhindern will, dass jener seine betrügerischen Abrechnungen kontrolliert. Da Claudius Incorruptus wenig Vertrauen in die Ärzteschaft der Garnison von Condate hat, lässt er den Druiden Miraculix aus dem nahen, ihm durch Caesars epileptische Anfälle bekannten gallischen Dorf kommen, der die Vergiftung feststellt. Weil diese nur mittels eines seiner Zaubertränke geheilt werden kann, für den er das Edelweiss braucht, schickt er Asterix und Obelix in die Schweiz und nimmt den Quästor als „Geisel“, um zu verhindern, dass dieser einem erneuten Giftanschlag zum Opfer fällt. Er droht zum Schein mit dessen Hinrichtung, falls Asterix und Obelix nicht zurückkommen sollten.
Um die erfolgreiche Suche zu verhindern, bittet Agrippus Virus seinen Freund Feistus Raclettus, den Statthalter von Genava, um Hilfe. Dadurch gestaltet sich die Suche schwierig, und Asterix und Obelix müssen nicht nur mit den Schweizer Eigenarten zurechtkommen, sondern sich auch der römischen Legion erwehren. Dennoch kommt es zum Happy End und mit Claudius Incorruptus nimmt erstmals ein Römer am traditionellen Abschlussbankett des gallischen Dorfes teil, während Agrippus Virus und Feistus Raclettus ihre nächste Orgie im Zirkus in Rom „feiern“.

## Comic und Historie
Der Comic spielt beim keltischen Volk der Helvetier, die für die heutigen Schweizer stehen, was sich an bekannten Bräuchen wie etwa dem Blasen des Alphorns zeigt.
Ein Running Gag ist die Nichtbenutzung der Brücke über den See – es wird immer wieder betont, dass diese inzwischen wieder aufgebaut ist. Der historische Caesar liess, wie er in De bello Gallico berichtet, tatsächlich die Brücke bei Genava abreissen, um den Rückzug der Helvetier zu verhindern.
Die Helvetier besiedelten im ersten Jahrhundert v. Chr. die heutige Schweiz. Später wanderten germanische Stämme (Die Alemannen im Nordosten und die Burgunden im Westen) in die Schweiz ein, wodurch die keltisch-romanische Kultur – vor allem in der heutigen Deutschschweiz – weitestgehend verdrängt wurde.
Jedoch legen die Schweizer noch heute grossen Wert auf die helvetische Abstammung: Mit Confoederatio Helvetica, wie die Schweiz seit 1848 offiziell heisst, wurde auf das antike Volk der Helvetier zurückgegriffen. Zuvor hatte es bereits die von Napoleon geschaffene Helvetische Republik gegeben.
Die Käsefondue-Orgie in Genava ist ein lustiger Anachronismus. Zwar wusste man zu Cäsars Zeiten bereits, wie man Käse herstellt, doch Fondue als solches wurde zum ersten Mal im Jahr 1699 in einem Züricher Manuskript erwähnt und das älteste vollständige Rezept stammt von 1885.

## Veröffentlichung
In Frankreich erschien die Geschichte erstmals 1970 als Serie in der französischen Zeitschrift Pilote in den Ausgaben 557–578 und wurde 1970 als Album im Verlag Dargaud veröffentlicht. In der deutschen Übersetzung wurde die Geschichte vom Ehapa Verlag 1971 im Magazin MV Comix (Hefte 7–17) erstmals abgedruckt und 1973 als 16. Band der Asterix-Reihe herausgebracht. 2002 wurde dieser Band neu aufgelegt und erhielt ein neues Titelbild.
Der Band erschien unter anderem auch auf Englisch, Spanisch und Türkisch sowie in den Mundarten Schweizerdeutsch und Luxemburgisch.